# Micobacteriologia
La micobacteriología es la rama de la bacteriología que estudia el género Mycobacterium, por sus características distintivas de otros géneros bacterianos y su importancia médica, tanto en el diagnóstico y tratamiento, los cuales suelen ser diferentes que para otras bacterias.
Las micobacterias a veces colonizan a sus huéspedes sin que estos muestren signos de enfermedad. Por ejemplo, miles de millones de personas están infectadas por M. tuberculosis pero nunca lo sabrán puesto que no desarrollarán síntomas. Esto es debido generalmente a que en gran parte de los países la cepa de M. tuberculosis está circulando en el medio ambiente produciendo una primo infección, que permite desarrollar una respuesta inmune pero sin presentar los síntomas específicos creando así "células de memoria" que mantienen vigilancia específica en el organismo. Al transitar por la calle el paciente está expuesto a una reinfeccion de M. tuberculosis pero no desarrollará la infección porque al tener las "células de memoria" se encargan de neutralizar al agente patógeno. Esta es la explicación de por qué algunos pacientes inmunocomprometidos (como los pacientees con VIH) tienden a desarrollar cuadros crónicos de tuberculosis.
Las infecciones micobacteriales son notoriamente difíciles de tratar. Su pared celular, que no es realmente ni gram-negativa ni gram-positiva, las hace muy resistentes. Como caso único en su grupo, son naturalmente resistentes a varios antibióticos que destruyen las paredes celulares, tales como la penicilina. También, gracias a esta pared celular, pueden sobrevivir a largas exposiciones a ácidos, bases, detergentes, ráfagas oxidativas, lisis por complemento y pueden desarrollar de manera espontánea resistencia a otros antibióticos. La mayoría de las micobacterias son susceptibles a los antibióticos claritromicina y rifampicina, pero se conocen cepas resistentes a estos antibióticos.
- Datos: Q6013086